# 쩌락현
쩌락현(베트남어: Huyện Chợ Lách / 縣𢄂藶)은 베트남 벤째성에 속한 현이다.

## 행정 구역
쩌락현은 1시진(市鎭) 10사(社)를 관할한다.

### 시진
- 쩌락시진 ( 𢄂藶市鎭, Thị trấn Chợ Lách)

### 사
- 호아응이어사 (和義社, Xã Hòa Nghĩa)
- 흥카인쭝B사 (興慶中B社, Xã Hưng Khánh Trung B)
- 롱터이사 (隆泰社, Xã Long Thới)
- 푸풍사 (富奉社, Xã Phú Phụng)
- 푸선사 (富山社, Xã Phú Sơn)
- 선딘사 (山定社, Xã Sơn Định)
- 떤티엥사 (新禪社, Xã Tân Thiềng)
- 빈빈사 (永平社, Xã Vĩnh Bình)
- 빈호아사 (永和社, Xã Vĩnh Hòa)
- 빈타인사 (永成社, Xã Vĩnh Thành)

## 경제
농업을 주로 하며, 주요 생산물은 쌀, 두리안, 망고스틴, 람부탄 등이다.

## 교통
교통은 공공도로와 수로를 주로 하며, 쩌우타인현에 이른다. 띠엔장성 까일러이현은 작은 페리를 통해서만 왕래할 수 있고, 57호(號) 국도가 남북을 관통한다.